# Gynodiastylis concava
Gynodiastylis concava är en kräftdjursart som beskrevs av Hale 1946. Gynodiastylis concava ingår i släktet Gynodiastylis och familjen Gynodiastylidae. Inga underarter finns listade i Catalogue of Life.